# Erwin Engelbrecht
Pour les articles homonymes, voir Engelbrecht.
Erwin Engelbrecht (né le 12 novembre 1891 à Wildpark Potsdam et mort le 8 avril 1964 à Munich) est un General der Artillerie allemand qui a servi au sein de la Heer dans la Wehrmacht pendant la Seconde Guerre mondiale.
Il a reçu la croix de chevalier de la croix de fer. Cette décoration était attribuée pour récompenser un acte d'une extrême bravoure sur le champ de bataille ou un commandement militaire avec succès.

## Biographie
Engelbrecht s'engage le 5 février 1910 en tant que porte-drapeau dans le 41e régiment d'artillerie de campagne de l'armée prussienne et est promu lieutenant à la mi-août 1911. Il participe à la Première Guerre mondiale en tant qu'officier d'ordonnance, chef de section, commandant de compagnie et adjudant. Jusqu'à la mi-août 1918, Engelbrecht est promu capitaine et reçoit pour son activité, outre les deux classes de la croix de fer, la croix de chevalier de l'Ordre de Hohenzollern avec épées.
En janvier 1939, Erwin Engelbrecht est promu général et en septembre 1942, General der Artillerie. Pendant les années 1939-1942, il est le commandant de la 163e division d'infanterie (Engelbrecht Division) ; plus tard, il est affecté aux forces spéciales.
En 1940, à bord du croiseur lourd allemand Blücher, il dirige l'état-major des forces désignées pour occuper Oslo. Lorsque le navire est coulé, il réussit à en s'échapper.
En 1941, sa division est autorisée à traverser la Suède pour rejoindre les forces finlandaises en Carélie, le seul transit à grande échelle à l'époque.

## Décorations
- Croix de fer (1914)
  - 2e classe
  - 1re classe
- Croix d'honneur des combattants 1914-1918
- Agrafe de la croix de fer (1939)
  - 2e classe
  - 1re classe
- Croix de chevalier de la croix de fer
  - Croix de chevalier le 9 mai 1940 en tant que Generalmajor et commandant de la 163.Infanterie-Division[1]